# Cricetomys ansorgei
Cricetomys ansorgei är en gnagare i släktet jättepåsråttor som förekommer i centrala Afrika. Populationen listades en längre tid som underart till gambiansk jättepåsråtta (Cricetomys gambianus) och den godkänns sedan början av 2000-talet som art.
Artepitet i det vetenskapliga namnet hedrar den brittiska djurlivsforskaren William John Ansorge.

## Utseende
Arten har i princip samma utseende som andra jättepåsråttor men den skiljer sig i sina molekylärgenetiska egenskaper. Kroppslängden (huvud och bål) ligger vid 28,8 till 41,3 cm, svanslängden vid 34,5 till 44,9 cm och vikten mellan 0,9 och 2,8 kg. Honor blir däremot maximalt 1,4 kg tunga. Djuret har cirka 7 cm långa bakfötter och ungefär 3 till 4 cm stora öron. Som släktets svenska namn antyder har Cricetomys ansorgei stora kindpåsar. Den styva pälsen har en brun till gråbrun färg på ovansidan och undersidan är täckt av krämfärgad till vit päls. Huvudet kännetecknas av en spetsig nos och svarta ringar kring ögonen. Svansen främre halva har samma färg som ryggen och den andra halvan är vit.
Cricetomys ansorgei har ett lite robustare kranium än gambiansk jättepåsråtta.

## Utbredning
Denna gnagare förekommer från norra Kongo-Kinshasa och Kenya söderut. I västra delen av utbredningsområdet når den södra Angola och i öst nås östra Botswana och nordöstra Sydafrika. Liksom andra släktmedlemmar hittas arten främst i savanner men den besöker även tätare skogar och kulturlandskap.

## Ekologi
Cricetomys ansorgei letar på natten efter föda som utgörs bland annat av insekter och andra smådjur samt av växtdelar som frukter och nötter. Individerna skapar underjordiska bon som ofta ligger i termitstackar eller bland rötterna av gamla eller döda träd. Förrådet som lagras där kan väga upp till 8,7 kg. De flesta exemplar lever ensam men ibland delar en hona och en hanne boet, särskild före parningen. Per kull föds två till fyra ungar. Ungarna föds efter 27 till 42 dagar dräktighet. De har en snabb utveckling och är antagligen efter cirka 20 veckor könsmogna (liksom hos gambiansk jättepåsråtta). Exemplar i fångenskap levde upp till 8 år.
Tunnlarna grävs vanligen med tänderna. För en bättre ämnesomsättning äter arten sin egen avföring (koprofagi).

## Status
I hela utbredningsområdet fångas Cricetomys ansorgei för köttets skull. Den dödas även av bönder som betraktar gnagaren som skadedjur. Ibland fångas ungar och de hölls sedan som sällskapsdjur. Hela beståndet är så stort att det inte påverkas märkbart. Dessutom lever arten i flera skyddszoner. IUCN listar Cricetomys ansorgei som livskraftig (LC).